# خورخه گائونا
خورخه گائونا (انگلیسی: Jorge Gaona؛ زادهٔ ۲۶ ژانویه ۱۹۸۵) بازیکن سابق فوتبال اهل پاراگوئه است.
او یکی از اعضای تیم‌ ملی زیر ۲۰ ساله پاراگوئه بود که در سال ۲۰۰۵ در مسابقات قهرمانی جوانان آمریکای جنوبی شرکت کرد.

## افتخارات

### باشگاهی

#### پرسپولیس
- لیگ برتر خلیج فارس (۱): ۸۷–۱۳۸۶